# Кузнецово (слободка, Талдомский городской округ)
Кузнецово — слободка в составе Темпового сельского поселения Талдомского района Московской области. Население — 5 чел. (2010).
Расположена к западу от Талдома на правом берегу реки Дубна, рядом с деревнями Утенино и на левом берегу Кутачи и Кривец.
До Талдома ведёт сначала просёлочная дорога, которая потом выходит на трассу Р112. С райцентром есть регулярное автобусное сообщение, расстояние до города — 12 километров.
Из истории Талдомского района известно:
Вознесенского девичья монастыря, что на Москве в Кремле городе в вотчине:
деревня Кузнецово на реке на Дубне, а в ней во дворе крестьянин Гришка Иванов, во дворе бобыль Любимка Иванов, пашни паханые 10 четвертей да перелогом и лесом поросло 6 четвертей в поле, а в дву по тому ж, сена 30 копен, лесу 5 десятин…
«Кашинская писцовая книга 1628—1629 гг.»
В 1781 году в Ведомстве государственных имуществ, 10 дворов, 64 жителя, в 1851 году — 27 дворов, 157 жителей, в 1862 году 24 двора, мужских душ — 82, женских — 91.
До муниципальной реформы 2006 года входила в Юдинский сельский округ.

## История
Постановлением Губернатора Московской области от 22 февраля 2019 года № 79-ПГ категория населённого пункта изменена с «деревня» на «слободка».

## Население
Изменение численности населения по данным переписей и ежегодных оценок:
| Год    | 1781 | 1851 | 1862 | 2006 | 2010 |
| ------ | ---- | ---- | ---- | ---- | ---- |
| Кол-во | 64   | ▲157 | ▲173 | ▼3   | ▲5   |